# NGC 7583
NGC 7583 (ook: NGC 7605) is een spiraalvormig sterrenstelsel in het sterrenbeeld Vissen. Het hemelobject werd op 2 september 1864 ontdekt door de Duitse astronoom Albert Marth.

## Synoniemen
- MCG 1-59-34
- ZWG 406.47
- PGC 70975